# Beatriz Enríquez de Arana
Beatriz Enríquez de Arana (Santa María de Transierra, Còrdova, 1467 - 1521), amant de Cristòfor Colom.
Beatriz va conèixer Cristòfor Colom a casa d'uns parents el 1487, quan ella tenia vint anys i ell ja era vidu; encara que mai no es van casar, des d'aquell moment van estar ja sempre junts, i el 15 d'agost de 1488 va néixer Hernando Colón. Quan Colom se'n va anar el 1492 cap a Amèrica, va deixar tots els seus fills a cura de Beatriz.
En morir Colom, va deixar la seva fortuna a aquesta dona. Cristòfor Colom va ser governador de les Américas. Va rebre un 10% dels beneficis dels viatges a causa de les Capitulacions de Santa Fe, i va fer que el seu primer fill Diego la tractés com a la seva mare veritable.